# Patuljasti miš
Patuljasti miš, Micromys minutus, je mali glodavac podrijetlom iz Euroazije.
Živi u poljima žitarica poput pšenice i zobi, trstici i drugim visokim prizemnim biljkama. To je najmanji europski glodavac: odrasli može težiti tek 4 grama. Jede uglavnom sjemenke i kukce, a zna pojesti i voće. Gnijezda su mu kuglasta, građena od trave i pričvršćena na stabljike znatno iznad tla.

## Povijest
Prije nego što je patuljasti miš službeno opisan, Gilbert White je pretpostavio da je neopisana vrsta i prijavio njihova gnijezda u Selborneu u Hampshireu:
Oni nikada ne ulaze u kuće, nađe ih se u stajama u snopovima sijena. Grade svoja gnijezda među stabljikama kukuruza iznad tla. Odgoje čak osam mladunaca u jednom okotu u malom okruglom gnijezdu građenom od listova, trave ili žita. Dugi su 8 cm. Jedno od tih gnijezda nabavio sam ove jeseni, građeno od vlati pšenice, savršeno okruglo te otprilike veličine lopte za kriket. Bilo je tako čvrsto i dobro popunjeno da se moglo kotrljati po stolu, a da se ne raspadne iako je sadržavalo osam malih golih i slijepih miševa.
Od 2001. u Velikoj Britaniji poduzimaju se nastojanja za očuvanje vrste patuljastog miša. Teniske loptice koje se koriste u mečevima Wimbledona recikliraju se za stvaranje umjetnih gnijezda kako bi im se pomoglo izbjeći grabežljivce te oporaviti se od statusa gotovo ugrožene vrste.    

## Opis
Patuljasti miš je dug od 55 do 75 mm, a rep mu je dug od 50 do 75 mm. Teži od 4 do 11 g ili oko pola težine kućnog miša. Oči i uši su mu velike, a nos mu je mali. Krzno mu je debelo i meko, nešto deblje zimi nego ljeti. Gornji dio krzna mu je smeđe boje, ponekad sa žutim ili crvenim tragovima, a donji dijelovi su bijele ili krem boje. Noge su mu široke, a rep je dug i gol te su prilagođeni penjanju. Rep mu također služi za održavanje ravnoteže.